# Nicolas Poupon
 (octobre 2018).
Si vous disposez d'ouvrages ou d'articles de référence ou si vous connaissez des sites web de qualité traitant du thème abordé ici, merci de compléter l'article en donnant les références utiles à sa vérifiabilité et en les liant à la section « Notes et références ».
Nicolas Poupon, né le 25 janvier 1972, est un illustrateur et dessinateur de bande dessinée français.

## Œuvres

### Bande dessinée
- Les Petites choses de la vie, treize étrange, 1998
- Les Aventures de Michel et le professeur,  Tricycle, 1999
- Noémie contre la rumeur, treize étrange, 1999
- Petits mythes pour la pluie, Le 9e monde, 1999
- Un nuage de lait, treize étrange, 1999
- Le Cri de l'autruche
  - Tome 1, treize étrange, 2000
  - Tome 2, treize étrange, 2001
  - Tome 3 : Le Chant du Kangourou, Milan, 2007
- Le Fond du bocal
  - Tome 1, Le cycliste, 2002
  - Tome 2, Le cycliste, 2002
  - Tome 3, Le cycliste, 2003
  - Tome 4, Le cycliste, 2005
  - Tome 5, Le cycliste, 2005
  - Tome 6, Le cycliste, 2007
  - Tome 7, Glénat, 2014
- Kirouek ! , Trsikel, 2001[1]
- Mademoiselle , Loch Ness, 2001
- L'Escalade de la chute, Triskel, 2003
- Roméo Crapoto
  - Tome 1 : Albert et le loup, Le Cycliste, 2004
- Super Sensible
  - Tome 1 : Monsieur José, Paquet, 2004
  - Tome 2 : 4 fesses, Paquet, 2005
- Rex et le chien
  - Tome 1 : La Grande aventure, Le Cycliste, 2005
- Faire semblant les jours d'orage, Delcourt, 2009
- À bâtons rompus 
  - Tome 1 : Le Confort des certitudes, Bréal, 2010
  - Tome 2 : Un avenir radieux, Bréal, 2010
- Noir Foncé, Éditions Même pas mal, 2011
- Le Pigeon de la onzième heure, AAARG!, 2014
- L'Ombre d'un nuage, Éditions Sarbacane, 2016